# Наревка
Наревка (блр. Наревка; пољ. Narewka) белоруско-пољска је река и лева притока реке Нарев (део слива реке Висле и Балтичког мора). Целом дужином свога тока тече преко подручја Бјаловјешке шуме. 
Извире код села Малиј Красник у Пружанском рејону Брестске области у Белорусији, а улива се у реку Нарев у Подласком Војводству Пољске. Укупна дужина тока је 61 km, од чега је 21 km на територији Белорусије. Белоруски део тока је у потпуности канализован и тај део реке често називају и каналом Стари Ров. Површина слива је нешто преко 710 km², од чега је 491 km² на територији Пољске. Просечна ширина водотока креће се између 5 и 15 метара, а маскимална дубина је 2,1 метра. Просечан пад износи 2,1 м/км тока. 
Током 20-их и 30-их година 20. века њене воде су интензивно кориштене за транспорт дрвета. 